# Ashley Barnes
Ashley Luke Barnes (Bath, Anglia, 1989. október 30. –) Angliában született osztrák labdarúgó, aki jelenleg a Burnleyben játszik, csatárként.

## Pályafutása

### Kezdeti évek és a Plymouth Argyle
Barnes a szülővárosához közeli Paulton Roversben kezdte pályafutását, a Southern League-ben. 2007 márciusában próbajátékon vett részt a Plymouth Argyle. Miután többször is eredményes volt a tartalékcsapatban, a klub 18 hónapos szerződést adott neki. Augusztusban, a Ligakupa első fordulójában, a Wycombe Wanderers ellen mutatkozott be az első csapatban, csereként váltva az állandó kezdőnek számító Sylvan Ebanks-Blake-et.
A továbbiakban kevés lehetőséget kapott az első csapatban, ezért a klub 2007 novemberében az ötödosztályban szereplő Oxford Unitednek, hogy tapasztalatot szerezzen. Minden sorozatot egybevéve ötször lépett pályára az együttesben és egy gólt szerzett, mielőtt visszatért volna a Plymouth-hoz. 2008 márciusában ismét az ötödosztályba ment kölcsönbe, ezúttal a Salisbury Cityhez, ahol öt bajnokin játszott, de nem talált az ellenfelek kapujába.
Novemberben harmadszor is kölcsönadta a Plymouth, az Eastbourne Borough-nak, mely szintén az ötödosztályban szerepelt. Jó teljesítményt nyújtott, ezért kölcsönszerződését még egy hónappal meghosszabbították, mielőtt klubja 2009 januárjában visszahívta volna. A Plymouth Argyle-ban a Wolverhampton Wanderers ellen mutatkozott be a bajnokságban, a Coventry City ellen pedig első gólját is megszerezte. A 2008/09-es szezon második felében nyújtott teljesítménye elismeréseként 2009 márciusában új, kétéves szerződést kapott csapatától.
2010 februárjában a negyedosztályban szereplő Torquay United kölcsönvette a szezon végéig, de egy hónappal később, mindössze hat lejátszott bajnoki után visszatért a Plymouth-hoz.

### Brighton & Hove Albion
Barnes először kölcsönben igazolt a harmadosztályú Brighton & Hove Albionhoz, 2010 márciusában, az idény végéig. Átigazolása után két nappal, csereként mutatkozott be a Tranmere Rovers ellen és gólt is szerzett. 2010. július 8-án a Brighton véglegesen is leigazolta őt a Plymouth-tól, ismeretlen összeg ellenében. 2011. április 12-én győztes gólt szerzett a Dagenham & Redbridge elleni 4-3-as meccsen, mellyel eldőlt, hogy a Brighton feljutott a másodosztályba. Barnes minden sorozatot egybevéve 49 meccsen 20-szor volt eredményes a szezonban, amivel a házi gólkirályi verseny második helyén végzett, Glenn Murray mögött.
A 2011/12-es idényben, a másodosztályban Barnes megőrizte helyét a kezdőben, és ő lett a csapat házi gólkirálya, 14 találattal minden sorozatot egybeszámolva. 2013. március 9-én piros lapot kapott a Bolton Wanderers elleni mérkőzés utolsó perceiben, amiért megpróbálta elgáncsolni a játékvezetőt. Az FA hétmeccses eltiltást rótt ki rá az esetért. A szurkolók és a menedzser, Gustavo Poyet is élesen kritizálta Barnest az eset után, mivel a klubnak így mindössze egy bevethető csatára maradt, Craig Mackail-Smith és Will Hoskins sérülése miatt. Április 20-i visszatérése alkalmával két gólt szerzett a Blackpool 6-1-es legyőzése során.

### Burnley
2014. január 10-én a Burnley ismeretlen összeg ellenében három és fél évre leigazolta Barnest. November 8-án győztes gólt szerzett a Hull City ellen, amivel csapata megszerezte első győzelmét a Premier League-ben. December 13-án ismét győzelmet érő gólt lőtt a Southampton ellen, amivel a Burnley kikerült a kiesőzónából.
A Burnley 2015. február 21-én 1-1-es döntetlent ért el az első helyezett Chelsea ellen. A meccs alatt Barnes egy rosszul időzített, agresszív szerelési kísérlet során talppal rálépett Nemanja Matić sípcsontjára, amivel könnyedén súlyos sérülést okozhatott volna. A Chelsea játékosa válaszként fellökte Barnest, amiért kiállították, Barnes azonban büntetlenül megúszta az esetet. Május 24-én, az Aston Villa ellen a csatár keresztszalag-szakadást szenvedett, ami miatt a következő idény nagy részét ki kellett hagynia.

## Válogatott pályafutása
Bár Barnes Bath-ban, Angliában született, angol szülők gyermekeként, szerepelhet az osztrák válogatottnak, mert egyik nagyanyja Ausztriában született. A Plymouth Argyle 2008 júliusi barátságos meccsei során figyeltek fel rá az osztrák válogatott szakemberei, akik meghívót küldtek neki a 2008. augusztus 19-i, Svájc elleni U20-as mérkőzésre. Barnes a mérkőzés 73. percében kapott lehetőséget, csereként váltva Julius Perstallert.

## Sikerei

### Brighton & Hove Albion
- A Football League One bajnoka: 2010/11

### Burnley
- A Football League Championship második helyezettje: 2013/14
- A Football League Championship bajnoka: 2015/16

## Külső hivatkozások
- Ashley Barnes pályafutásának statisztikái a Soccerbase oldalon (angolul)